# Joe Zee
Joe Zee (22 de noviembre de 1968) es un estilista y periodista estadounidense y fue director creativo de Elle durante 7 años.
Nació en Hong Kong y se mudó a Toronto cuando tenía un año. Comenzó a trabajar en la moda en 1990, a la edad de 22, y se inscribió en el Fashion Institute of Technology de Nueva York.
En el perfil del New York Times lo describieron como líder en el mercado de masas y la transformación digital de la moda: «un embajador hablador y accesible que se ha empujado agresivamente delante de la plebe utilizando Twitter, blogs, vlogs y - más visiblemente - televisión.»
Es el anfitrión de All on the Line, una serie de moda en Sundance Channel. En cada episodio, Zee es un consultor de negocios que ayuda a un diseñador en problemas. Apareció en un episodio de Ugly Betty y en uno de Gossip Girl en ambas ocasiones como sí mismo. Fue un personaje recurrente como jefe de la serie de telerrealidad The City.